# 三芳町
三芳町（日语：／ Miyoshi machi */?）是日本埼玉縣南邊的町，人口約3万7千人。

## 地區
- 藤久保
- 竹間澤
- 三芳台
- 北永井
- 上富（日语：上富） - 三富新田（日语：三富新田）的一部。

## 歷史
- 1989年（明治22年）4月1日 - 入間郡上富村、藤久保村、竹間澤村、北永井村合併成立三芳村。
- 1970年（昭和45年）11月3日 - 町制施行、為三芳町。

## 行政

### 保育所
- 第一保育所
- 第二保育所
- 第三保育所

### 兒童館
- 北永井兒童館
- 藤久保兒童館
- 竹間澤兒童館

### 公民館
- 中央公民館
- 藤久保公民館
- 竹間澤公民館

### 圖書館
- 三芳町立圖書館（日语：三芳町立図書館）
  - 中央圖書館
  - 竹間澤分館

### 消防
- 入間東部地區消防工會（日语：入間東部地区消防組合）
  - 西消防站三芳分局

### 警察
- 埼玉縣警察（日语：埼玉県警察） 東入間警察署（日语：東入間警察署）（富士見野市）
  - 三芳派出所

### 殯儀館·火葬場
- 東雲之里（日语：しののめの里）（富士見市）

## 金融機關
- 埼玉縣信用金庫（日语：埼玉縣信用金庫） 三芳支店
- 飯能信用金庫（日语：飯能信用金庫） 三芳支店
- 入間野農業合作社（日语：いるま野農業協同組合）

## 教育

### 幼兒園
- 三藤幼兒園
- 小鈴幼兒園
- 上富幼兒園

### 小學
- 三芳町立上富小學校
- 三芳町立三芳小學校
- 三芳町立藤久保小學校
- 三芳町立唐澤小學校
- 三芳町立竹間澤小學校

### 初中
- 三芳町立三芳中學校
- 三芳町立三芳東中學校
- 三芳町立藤久保中學校

### 大學
- 淑德大學 埼玉校園

## 電話號碼
市外局號是「049」。

## 郵政
郵遞區號是「354-00xx」。
- 三芳郵局（日语：三芳郵便局）（有風景符號（日语：風景印））
  - 三芳北永井郵局（有風景符號）
  - 三芳三芳台郵局（有風景符號）

## 交通

### 鐵路
町內沒有鐵路，但有巴士連結瑞穗台站、鶴瀨站、富士見野站等，町域的一部分也在上述東上本線車站的徒步圈內。

### 高速公路
- 關越自動車道
  - 三芳停車區（三芳SIC）

### 一般國道
- 川越街道（國道254號）
- 浦和所澤繞道（日语：浦和所沢バイパス）（國道254號、國道463號。重複）

### 主要地方道
- 埼玉縣道56號埼玉富士見野所澤線（日语：埼玉県道56号さいたまふじみ野所沢線）

### 一般縣道
- 埼玉縣道334號三芳富士見線（日语：埼玉県道334号三芳富士見線）

## 體育隊
- 大崎地球的核（日语：大崎オーソル）（大崎電気工業手球部）

## 著名出身人士
- 吉澤瞳 - 三芳町宣傳大使、前早安少女組。[1]。